# Belägringen av Landsberg (1639)
Belägringen av Landsberg var en svensk belägring av den Brandenburg-Preussiska staden Landsberg an der Warthe under trettioåriga kriget.

## Bakgrund
Vid årsskiftet mellan 1638 och 1639 inledde Johan Banér ett fälttåg söderut genom Sachsen och Böhmen. För att bistå detta korsade en här under befäl av Johan Lilliehöök floden Oder vid Gartz den 9 juli och marscherade mot Landsberg.

## Belägringen
Den 27 juli anlände den svenska hären till Landsberg och eftersom Lilliehöök brutit benet under marschen dit förde även Erik Stenbock befälet. Redan den 29 juli stormades staden med framgång och man erövrade då ett stort segerbyte på 4 fanor, stora förråd av ammunition och livsmedel samt deserterade 400 soldater av garnisonen till den svenska hären. Därefter fortsatte hären söderut genom Brandenburg-Preussen under befäl av Stenbock.